# Niiza
Niiza (新座市?, Niiza-shi) è una città giapponese della prefettura di Saitama. È la città natale di Hiromi Miyake.